# Otto Skrowny
Otto Skrowny (21 de agosto de 1944) es un futbolista alemán retirado. En la temporada 1969/70 fue el máximo goleador de la DDR-Oberliga y el jugador que consiguió ese logro con el menor número de goles anotado, doce. A pesar de ser un futbolista destacado nunca formó parte de la Selección de fútbol de Alemania Democrática.
Su carrera empezó en 1957, cuando tenía trece años, en el SC Rotation Leipzig, y fue uno de los jugadores elegidos en 1963 para jugar en el SC Leipzig, aunque lo hizo en el equipo reserva. En la temporada 1965/66 se cambió al BSG Wismut Gera de la segunda división de la República Democrática Alemana, aunque en su primer año consiguió el ascenso a la primera división. Sin embargo solo estuvo un año en la máxima categoría; Otto Skrowny disputó veintiún partidos.
En la temporada 1968/69 volvió a cambiar de equipo, esta vez al BSG Chemie Leipzig, que había conseguido con dificultades mantener la categoría. En 1969 el equipo alcanzó el sexto lugar de la clasificación y en 1970 el cuarto, cuando Skrowny fue el máximo goleador del campeonato. Entre los años 1971 y 1973 jugó en el ASG Vorwärts Leipzig de la segunda categoría, ya que en ese periodo realizó el servicio militar en el Ejército Popular Nacional. Regresó al BSG Chemie Leipzig, donde hasta el año 1976 disputó 72 partidos de liga y anotó 18 goles. Ese año el equipo descendió de categoría y Skrowny no volvió a jugar en la DDR-Oberliga. Hasta 1987 jugó en el BSG Stahl Nordwest Leipzig. Después entrenó algunos años al segundo equipo del Chemie Leipzig.